# Lorentz-invariancia
A Lorentz-invariancia vagy relativisztikus invariancia a speciális relativitáselméletnek megfelelő egyenletek követelménye.
A speciális relativitás elve kimondja, hogy a fizika minden törvénye minden inerciarendszerben azonos. Tehát, ha egy fizikai törvény igaz valamely inerciarendszerben, akkor annak igaznak kell lennie ugyanolyan alakban bármely olyan koordináta-rendszerben, amely az inerciarendszerhez képest egyenes vonalú egyenletes mozgást végez.
A Lorentz-transzformáció lehetővé teszi a koordináta-rendszerek közti relativisztikus transzformációt.
Ebből következik, hogy egy fizikai elmélet helyességének elengedhetetlen feltétele, hogy Lorentz-transzformáció után azonos maradjon, vagyis a Lorentz-transzformációval szemben invariáns legyen. Ez a Lorentz-invariancia vagy relativisztikus invariancia.